# フェリカネットワークス
フェリカネットワークス株式会社（FeliCa Networks, Inc.）は、FeliCa技術に関するソニーイメージングプロダクツ&ソリューションズとNTTドコモの合弁会社。

## 沿革
ソニーは、2003年11月28日開催の執行役員会にて、FeliCa事業に関する営業を会社分割し、新設するフェリカネットワークス株式会社に継承させることを決議した。2004年1月7日会社設立。設立当初は資本比率ソニー60%・NTTドコモ40%。2004年6月3日、Felica技術を用いたSuicaを展開する東日本旅客鉄道（JR東日本）が資本参加。

## 事業内容
- 非接触ICカード技術FeliCaを用いた携帯電話向けFeliCa機能搭載IC（モバイルFeliCa IC）チップを中心とする、デバイス・OSの開発・製造・販売に関するライセンス事業。
- FeliCaを用いたサービスを展開する事業者向けのプラットフォームの運営事業。
- 情報処理サービス、情報提供サービス「レシートCRM」および広告業[4]

## 役員

### 常勤
- 疋田智治（代表取締役社長）
- 市川剛（取締役副社長）
- 竹下直孝（取締役）

### 非常勤
- 小林豊明（取締役）
- 赤井田徹郎（取締役）
- 鈴木隆行（取締役）
- 鈴木貴久彦（取締役）
- 森山光一（取締役）
- 石本秀（取締役）